# Gestor de referencias bibliográficas
Un gestor bibliográfico o gestor de referencias bibliográficas es  software que permiten crear, mantener, organizar, compartir y dar forma a las referencias bibliográficas de artículos de revista, libros u otro tipo de documentos, a partir de distintas fuentes de información (bases de datos, catálogos, repositorios, páginas web, etc.) creando una especie de base de datos o colección personalizada de tales referencias (registros). Igualmente crear citas y bibliografías en los documentos de trabajo y dar forma a referencias bibliográficas de acuerdo con diferentes estilos de citación (APA, MLA, Vancouver, etc.) 
Su uso ha cambiado la organización del trabajo intelectual, permite una mejor gestión de la información, ahorra tiempo, ayuda a evitar errores, y facilita la cita y la creación de las referencias en múltiples estilos.

## Historia

### Primera generación. “PC o pre-Web” Gestores de bibliográficos tradicionales o clásicos 1983 -
Los primeros gestores bibliográficos, creados como aplicaciones aisladas que se instalaban en los computadores de los usuarios, surgieron a principios de la década de 1980 para atender la necesidad de los investigadores de contar con una base de datos personal de colecciones de documentos impresos. ProCite y Reference Manager, lanzados en 1983 y 1984, fueron los primeros gestores de venta comercial. El segundo, por su parte, nació como una aplicación con un fuerte énfasis en elHay muchos gestores, pero los principales son los desarrollados por Thomson ResearchSoft ( la misma empresa que desarrolla otros productos como Web of Science. http://www.accesowok.fecyt.es/login/) entre los que se encuentran Reference Manager http://www.refman.com Endnote http://endnote.com y Procite (actualmente discontinuado) Fueron los primeros gestores de venta comercial. Forman parte de lo que podíamos denominar como gestores de referencias clásicos,
Son las clásicas aplicaciones de instalación en disco duro, ya con bastantes años de experiencia. Permiten el procesamiento de referencias bibliográficas y en algunos casos posibilita la relación con procesadores de texto. — Otros gestores que entran dentro de las aplicaciones clásicas que creo de interés, son: Bibus http://bibus - biblio.sourceforge.net Jabref http://jabref.sourceforge.net Si bien es necesario apuntar que, aunque hayamos establecido esta clasificación, ya no existen gestores de referencia puramente de escritorio, y que todos ellos ya funcionan desde la web, y la mayoría disponen de una red social. Si bien algunas de estas funciones son más evidentes en unas herramientas que en otras.
En general puede decirse que son programas muy buenos en cuanto a funcionalidad, aunque para el investigador resultan ciertamente complejos por la cantidad de posibilidades que brindan, y por los mecanismos de importación de datos que a veces no son sencillos, si bien han mejorado en los últimos años con el desarrollo de mecanismos web. Estos gestores solamente estaban disponibles en lengua inglesa, lo que los hacía un poco más complejos. Eran pocas y muy especializadas las fuentes que tenían formatos de salida a estos gestores

### Segunda generación. “Web de gestión bibliográfica.” . 2001 -
Con la generalización de las revistas y recursos digitales accesible a través de Internet, el navegadorse ha convertido en al herramienta natural para compilar información, por ello es lógico que los gestores de referencias hayan incorporado el acceso a través de Internet. Algunos de ellos disponen de versiones locales y otros no, también es distinta la manera en la que se integran en el navegador. Esto ha supuesto la llegada de nuevas herramientas que han diversificado la situación de monopolio que tenía Thompson.
Se las denomina aplicaciones Web de gestión bibliográfica. Son aquellos que se encuentran íntegramente en línea. Se trata de gestores alojados en la Web y que permiten el trabajo remoto sin la necesidad de instalar el software. También es posible relacionarlos con un procesador de texto y facilitan la exportación de referencias desde bases de datos, catálogos web y páginas. Algunos de los Gestores sociales que es posible encontrar son Refworks o Endnote Web and EndNote Basic.

### Tercera generación Gestores sociales  2004 -
Gestores bibliográficos sociales: estos gestores unen a las funciones tradicionales las capacidades de las redes sociales para descubrir y compartir información bibliográfica. Junto con el etiquetado social o folksonomias Por ejemplo: Bibsonomy, Mendeley, Connotea (disconituado) o Citeulike (discontinuado).

### Cuarta generación Gestores bibliográficos Híbridos  2006 --
Este tipo de gestores son los que están teniendo mayor auge en este momento, ya que incluyen las características de los dos grupos antes mencionados. Permite tanto el trabajo remoto a partir de una aplicación en la red, así como también la instalación local y el trabajo sin necesidad de una conexión a la web. Estos gestores unen a las funciones tradicionales las capacidades de las redes sociales para descubrir y compartir información bibliográfica.Algunos de ellos son: Mendeley, Zotero, Papers o Biblioscape.

### Quinta generación. Gestores con organización del conocimiento. 2009 --
Estos gestores añaden el "método de las fichas" al gestor bibliográfico. Permiten guardar no solamente los datos bibliográficos (y poco más), sino el texto de citas extraídas, los comentarios sobre los textos o partes de textos, y a veces las ideas propias. Estos elementos pueden ser enriquecidos de palabras clave independientemente de las referencias. (Bibliographix, Citavi, Docear) Por ejemplo Citavi o Docear.

## Características
Los gestores bibliográficos comparten una serie de características comunes.
- Incorporar y almacenar referencias: La entrada de datos en los gestores bibliográficos puede darse de distintas maneras: automática, directa e indirecta. Mediante el método directo el gestor bibliográfico es capaz de extraer la información desde la propia fuente de información, para esto en la actualidad un gran número de revistas electrónicas, bases de datos, catálogos y repositorios disponen de formatos de salida a gestores de referencias. Mediante el método directo los datos se incluyen desde el propio gestor de manera manual rellenando cada uno de los campos de descripción habituales (autor, título, etc.). Mediante el método indirecto en las webs que así lo disponen es posible generar un formato RIS que posteriormente es importado por el propio gestor bibliográfico.
- Organizar y describir listados bibliográficos: Este tipo de gestores permiten organizar toda su información mediante un sistema de carpetas y subcarpetas generadas por el propio usuario “ad hoc” además de un exhaustivo control de autoridades para permitir una adecuada recuperación de la información junto con un control de duplicados. Las referencias pueden ser descritas de manera individual o colectiva para su posterior recuperación.
- Salida de datos: Los gestores bibliográficos permiten citar y la creación de bibliografías exportando las referencias bibliográficas individualmente o en listados, en distintos formatos (.rif, .txt, .html, .bib, .ris, .xml, etc.) integrándose en procesadores de textos y mediante envío de ficheros.

## Funciones
La mayoría de gestores bibliográficos reúnen las siguientes funciones:
- Extraer metadatos de las páginas web
- Permiten importar artículos de bases de datos, revistas científicas o catálogos bibliográficos
- Editar, almacenar, organizar y dar formato de salida a distintos tipos de información
- Desarrollo automático de una lista de referencias bibliográficas, de citas bibliográficas y de notas a pie de página en múltiples estilos de cita.
- Elaborar bibliografías y listas de lecturas recomendadas
- Permite agrupar los artículos y referencias documentales por grupos temáticos
- Interaccionar y colaborar con los usuarios a través de grupos públicos o privados, redes sociales o feedback
- Algunos poseen complementos para aplicaciones adicionales (como procesadores de texto)
- Permite comentar y añadir notas sobre los artículos revisados
- Permite almacenar material adjunto para cada uno de los artículos listados

## Clasificación

### Según su uso
- Gestores clásicos: Este tipo de gestores necesitan forzosamente ser instalados en el ordenador desde el que se vaya a trabajar. (Citavi, EndNote)[4]
- Gestores Web: Estos gestores permiten el acceso a las bases de datos de referencia de manera remota y permiten la sindicación de contenidos, trabajos en entornos compartidos, etc., pero en el trabajo sin instalación necesitan una conexión a internet continua[9] (EndNote basic, Mendeley, RefWorks, Zotero)[4][5]
- Gestores de referencias sociales: Estos gestores añaden la función de generar muy variados formatos de salida para insertar citas bibliográficas en los trabajos de investigación[10] (2collab, citeulike, Connotea, BibSonomy, Mendeley)[4][5]
- Gestores con organización del conocimiento: Estos gestores añaden el "método de las fichas" al gestor bibliográfico. Permiten guardar no solamente los datos bibliográficos (y poco más), sino el texto de citas extraídas, los comentarios sobre los textos o partes de textos, y a veces las ideas propias. Estos elementos pueden ser enriquecidos de palabras clave independientemente de las referencias. (Bibliographix, Citavi, Docear)

### Según licencia
- Software propietario. Por ejemplo Bibliographix, Biblioscape, Citavi, EndNote, Papers, RefWorks, Paperpile.[3][4][5][11]
  - Freeware (de uso gratuito). Por ejemplo CiteULike, Mendeley.[3][4][5]
  - Freemium (servicios básicos gratuitos y se cobra dinero por servicios avanzados o especiales). Por ejemplo Qiqqa.[11]
- Software libre: (Bibus, Docear, JabRef, Zotero)[3][4][5]

## Evaluación
Existen muchos gestores bibliográficos, y aunque todos coinciden en sus características básicas y funciones, cada cual tiene sus particularidades. Las reglas comunes y estándares para la evaluación de la calidad del software están establecidas por las normas ISO/IEC 9126, 14598 y 25010.
Algunos de los factores que se analizan para la evaluación de los gestores de referencias son:
- Curva de aprendizaje
- Interfaz
- Coste
- Compatibilidad con procesadores de texto
- Espacio de almacenamiento
- Si es una aplicación colaborativa
- Velocidad de captura

- Filtrado de referencias
- Si permite crear anotaciones y comentarios
- Soporte
- Si permite añadir PDFs u otros archivos
- Estilos de cita disponibles
- Capacidad de editar/ crear estilos
- Opciones de importación y exportación
- Capacidad de compartir información con otros gestores bibliográficos
- Lenguajes de la interfaz